# Крістоффер Карлссон
Крістоффер Карлссон (швед. Kristoffer Karlsson; 5 жовтня 1984, Гетеборг) — шведський футбольний арбітр. Арбітр ФІФА та УЄФА з 2018 року. Судить матчі в Аллсвенскан з 2012 року.

## Суддівська кар'єра
Карлссон розпочав свою кар'єру футбольного арбітра у 2006 році, а у 2010 році дебютував у Супереттані другому дивізіон Швеції. Його дебют як головного арбітра в вищому футбольному дивізіоні відбувся 7 липня 2012 року в матчі «ГІФ Сундсвалль» — «ОтвідабергсЕтвідабергс» (3–3).
У 2017 році він був визнаний кращим арбітром року у Швеції.
5 липня 2018 року Карлссон дебютував у єврокубках під час матчу між «КІ Клаксвіком» і ФК «Біркіркара» у попередньому раунді Ліги Європи УЄФА. Матч закінчився з рахунком 2–1.
Він відсудив свій перший міжнародний матч на рівні збірних команд 4 вересня 2020 року, коли Білорусь програла Албанії з рахунком 0–2.
Карлссон судив фінал кубка Швеції 2019 року.